# Chrysler Valiant (VJ)

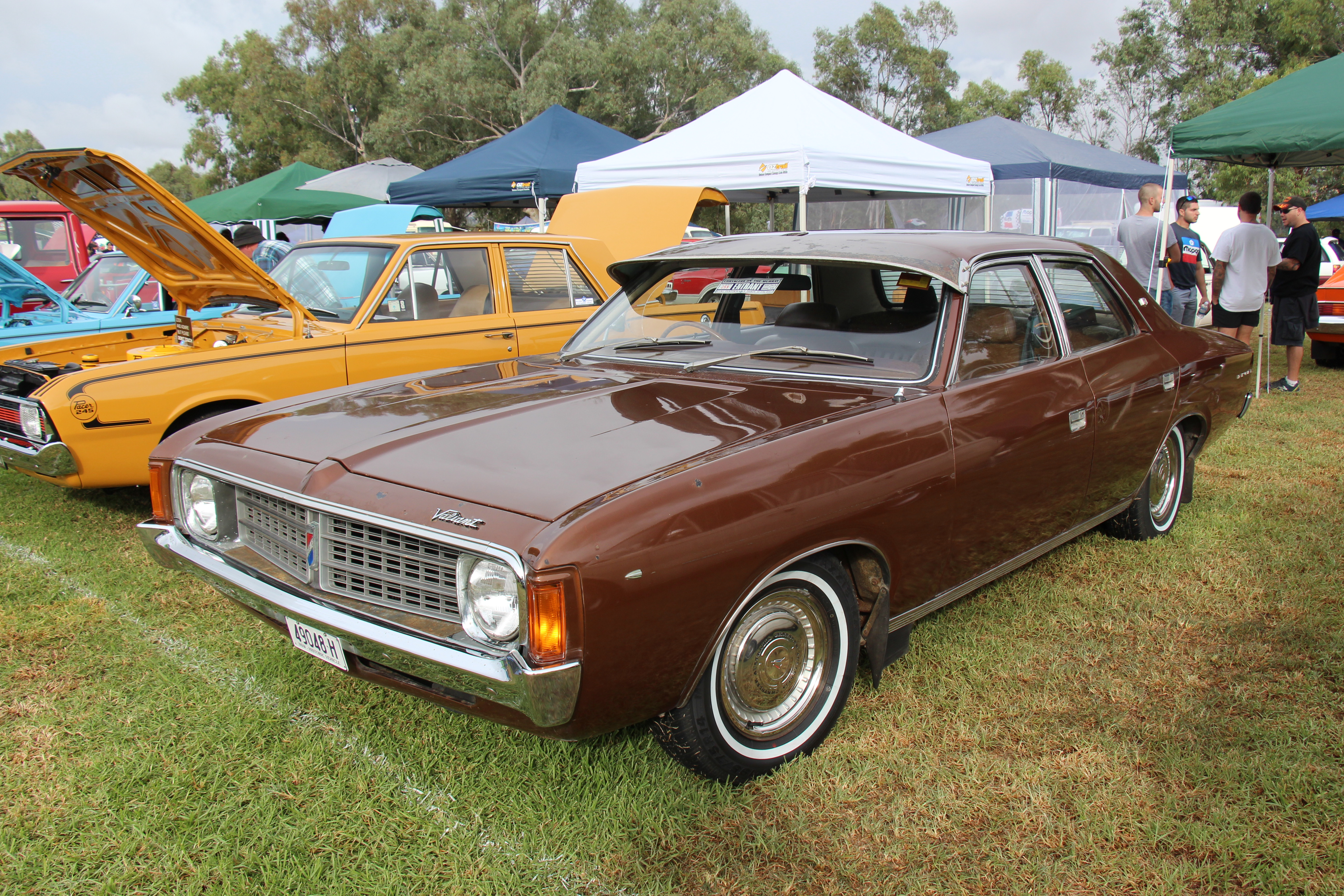
Chrysler Valiant VJ Regal Sedan de 1974

La Chrysler Valiant VJ est une automobile produite par Chrysler Australia de 1973 à 1975. Elle a remplacé la Chrysler Valiant (VH) et était une version revisitée et révisée de ce modèle. La Valiant Série VJ était le dixième modèle de la Chrysler Valiant de Chrysler Australie.

## Aperçu
Les modèles Valiant VJ comportaient de nouvelles calandres, des phares ronds et des feux arrière révisés, ainsi que des garnitures améliorées et une plus large gamme de couleurs. Un nouveau système d'allumage électronique a été introduit sur certains modèles, c'était la première fois que cette fonctionnalité était offerte dans une voiture de construction australienne. Le nombre total de modèles proposés a été considérablement réduit avec les Ranger XL, Pacer Hemi, Regal 770 et Charger R / T non transposés de la Valiant VH à la nouvelle série. Les niveaux d'équipement ont augmenté en juillet 1974 avec des freins avant assistés, des ceintures de sécurité avant rétractables, une meilleure insonorisation, une boîte à gants verrouillable et une barre stabilisatrice avant maintenant disponibles sur tous les modèles autres que les utilitaires.

## Gamme de modèles
La Valiant VJ a été introduite en avril 1973 et était proposée en berline 4 portes, break 5 portes, toit rigide à 2 portes, coupé 2 portes et coupé utilitaire 2 portes dans les modèles suivants:
- Chrysler Valiant berline[2]
- Chrysler Valiant Ranger berline[2]
- Chrysler Valiant Ranger break[2]
- Chrysler Valiant Regal berline[2]
- Chrysler Valiant Regal break[2]
- Chrysler Valiant Regal à toit rigide[2]
- Chrysler Valiant Charger coupé[2]
- Chrysler Valiant Charger XL coupé[2]
- Chrysler Valiant Charger 770 coupé[2]
- Chrysler Valiant utilitaire[2]
- Dodge utilitaire[2]

L'utilitaire Dodge était pratiquement identique à l'utilitaire Chrysler Valiant mais avait un niveau d'équipement légèrement inférieur.

## Éditions limitées
Un modèle Valiant Charger Sportsman en édition limitée a été introduit en août 1974. Elle n'était disponible qu'en "Vintage Red", avec des rayures extérieures blanc vif, des inserts de siège en tissu écossais et divers autres extras. Elle était équipé du moteur Hemi 265 et d'une boîte manuelle à quatre vitesses. 500 exemplaires ont été produites.

## Moteurs et transmissions
Le moteur six cylindres en ligne «Hemi 6» de Chrysler Australie était offert en trois cylindrées, 3,5 litres, 4,0 litres et 4,3 litres. Un V8 318 était également offert et un certain nombre de Charger été produites avec le V8 340. Un V8 360 a remplacé le 340 en 1974. Des boîtes de vitesses manuelle à 3 vitesses, manuelle à 4 vitesses et automatique à 3 vitesses été proposées.

## Production et remplacement
Un total de 90 865 Valiant VJ ont été construites, plus que toute autre série des Valiant Australiennes. La production se composait de 49 198 berlines, 15 241 breaks, 10 509 Charger, 1 067 toit rigides et 14 856 utilitaires. La Valiant VJ a été remplacée par la Valiant VK en octobre 1975.

## Afrique du Sud
Vendu en tant que Valiant Série J, la gamme Chrysler Valiant assemblée en Afrique du Sud comprenait les Rebel, Rebel 660, Regal, Regal Safari et la VIP. Au cours de l'année 1975, la "Série J½" est apparue, d'abord uniquement en tant que modèle VIP, mais en s'étendant progressivement à la gamme. L'insonorisation a été améliorée, tandis que la berline Regal a également reçu un nouvel isolant d'essieu arrière "iso-clamp". Les Regal ont également reçu de nouveaux sièges, tandis que toutes les Valiant de la série J½ pouvaient être reconnus par les vitres sans évent sur les portes avant.

## Chrysler Série CJ
Article principal: Chrysler by Chrysler
Chrysler Australie a également produit la Chrysler Série CJ, un modèle de luxe à empattement long développée à partir de la Valiant VJ.